# Trichorrhages
Trichorrhages là một chi bướm đêm thuộc họ Geometridae.